# قتال ساحلي

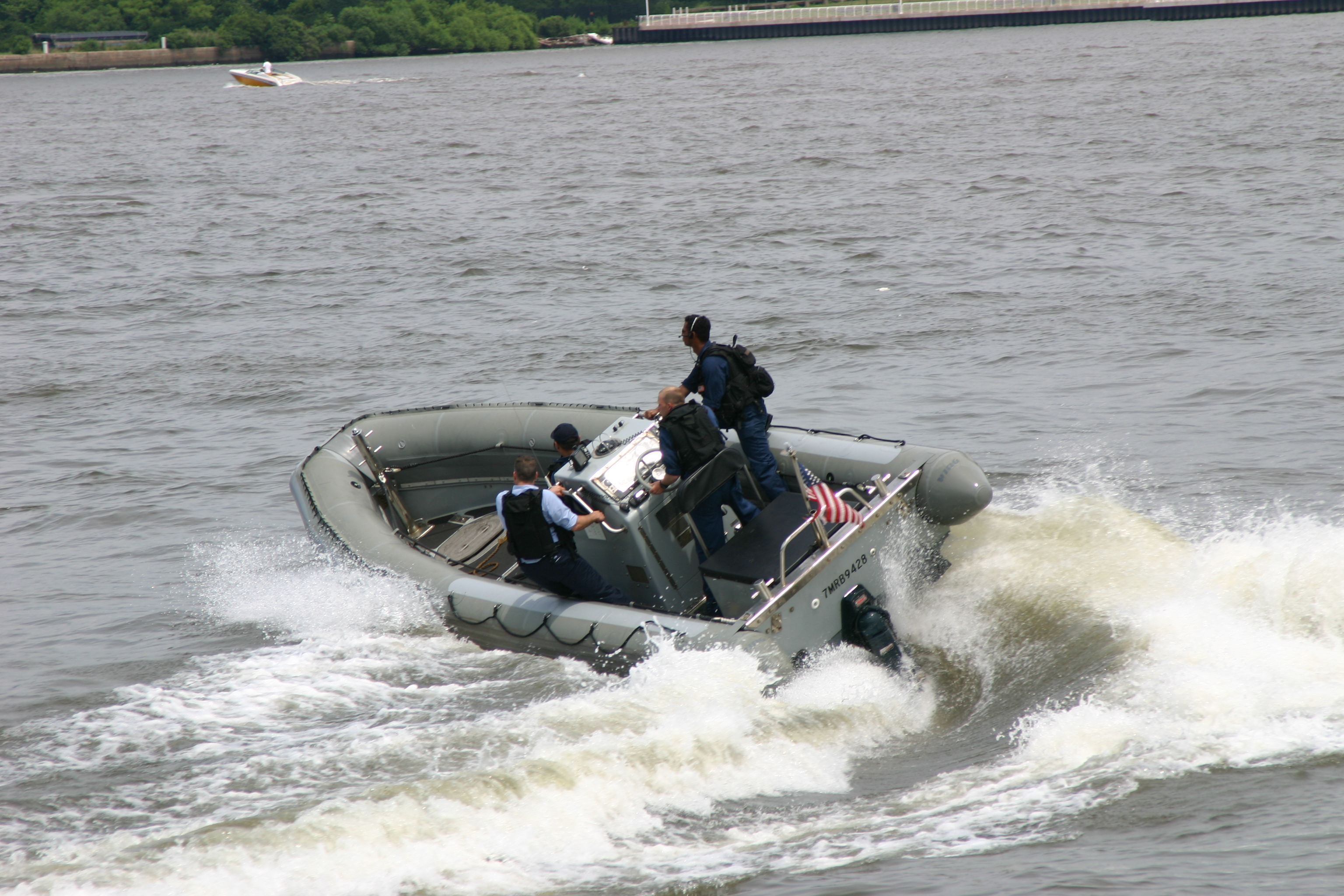
نشر قارب مطاطي من مدمرة تابعة للبحرية الأمريكية تعمل في منطقة ساحلية

في الحرب العسكرية والبحرية، القتال الساحلي عبارة عن عمليات داخل وحول المنطقة الساحلية، ضمن مسافة معينة من الشاطئ، بما في ذلك المراقبة وإزالة الألغام ودعم عمليات الإنزال وأنواع القتال الأخرى التي تنتقل من الماء إلى الأرض والعكس.
يتم تطوير سفينة قتالية ساحلية في برنامج حالي للبحرية الأمريكية لتحسين قدرة القوات على المناورة وكذلك لتوفير منصة لنشر أنظمة صغيرة بدون مشغل في العمليات الساحلية.